# Aurelia Bubisutti
Aurelia Bubisutti (Tolmezzo, 24 marzo 1951) è una politica italiana.

## Biografia

### Formazione
Ha conseguito la laurea in Scienze Politiche all'Università di Padova.

### Attività politica
È stata consigliere comunale di Tolmezzo dal 1999 al 2004, periodo durante il quale fu anche vicesindaco e assessore al personale e alle politiche comunitarie, e dal 2009 al 2014, ricoprendo la carica di assessore alla cultura.
Alle elezioni politiche del 2018 è stata candidata alla Camera dei Deputati, nelle liste della Lega nella collegio plurinominale del Friuli-Venezia Giulia, risultando la prima dei non eletti. È diventata tuttavia deputata il 25 luglio 2018, subentrando a Massimiliano Fedriga, eletto Presidente della Regione Friuli Venezia Giulia.
È stata candidata alle elezioni del 25 settembre 2022 risultando non eletta.